# Cylidria femorata
Cylidria femorata är en tvåvingeart som först beskrevs av Robineau-desvoidy 1830.  Cylidria femorata ingår i släktet Cylidria och familjen kärrflugor.
Artens utbredningsområde är Frankrike. Inga underarter finns listade i Catalogue of Life.